# Кадець Володимир Михайлович
Кадець Володимир Михайлович (15 листопада 1960, Харків) — український математик. Доктор наук (2014), доцент. Габілітований доктор Варшавського університету (1993). Лауреат державної премії України у галузі науки і техніки (2005).

## Біографія
Володимир Михайлович Кадець народився 15 листопада 1960 року у місті Харкові, в родині видатного математика Михайла Кадця. У 1982 році закінчив Харківський університет, після випуску поступив в аспірантуру Ростовського інженерно-будівельного інституту (м. Ростов-на-Дону), і у 1985 році захистив кандидатську дисертацію у Ростовському державному університеті під керівництвом Н.С.Ландкофа. З 1985 по 1990 роки викладав у Харківському інженерно-будівельному інституті. З 1990 року викладає у Харківському національному університеті ім. В.Н.Каразіна, на кафедрі фундаментальної математики (до 2015 року — кафедра теорії функцій та функціонального аналізу) факультету математики та інформатики. У 2014 році захистив докторську дисертацію на тему «Простори Банаха з властивістю Даугавета та простори Банаха з одиничним числовим індексом».
Одружений, має двох дітей.

## Наукова діяльність
Основною сферою наукових досліджень В. М. Кадця є функціональний аналіз. В. М. Кадець розробив теорію банахових просторів із властивістю Дауґавета, і просторів, чисельний індекс яких дорівнює одиниці. Є одним з авторів циклу теорем про існування вимірних селекторів та інтегрування багатозначних функцій. Є автором підручника «Курс функціонального аналізу та теорії міри», автором і співавтором низки наукових публікацій в українських та закордонних виданнях.
Член Харківського математичного товариства.
У 2005 році, разом із групою інших математиків, отримав Державну премію у галузі науки і техніки, за цикл монографій «Геометрія і топологія скінченновимірних, нескінченновимірних многовидів і підмноговидів».

### Праці
- Об одной проблеме С. Банаха (проблема 106 Шотландской книги) // Функцион. анализ и его приложения. 1986. Т. 20, № 4;
- Series in Banach Spaces. Conditional and Unconditional Convergence. Basel; Boston; Berlin, 1997 (співавт.);
- Banach spaces with the Daugavet property // Transactions of the American Mathematical Society. 2000. № 352 (співавт.);
- Курс функционального анализа. Х., 2006;
- Measurability and selections of multi-functions in Banach spaces // J. Convex Analysis. 2010. № 1 (співавт.).